# Troilo y Crésida (ópera)
Troilo y Crésida (Troilus and Cressida) es una ópera en tres actos con música de William Walton y libreto de Christopher Hassall que se estrenó en 1954. 

## Historia
El libreto está basado en el poema de Geoffrey Chaucer Troilus and Criseyde de 1385.
La ópera se estrenó el 3 de diciembre de 1954 en el Covent Garden de Londres con dirección de Malcolm Sargent.
Se trata de una ópera poco representada en la actualidad. En las estadísticas de Operabase aparece con sólo una representación en el período 2005-2010.

## Personajes
- Crésida (soprano)
- Troilo, príncipe de Troya (tenor)
- Calcas, sumo sacerdote (bajo)
- Antenor, capitán (barítono)
- Evadne, sirviente (mezzosoprano)
- Pándaro, hermano de Calcas (tenor)
- Horaste (bajo)
- Diomedes, príncipe de Argos (barítono)

## Argumento
Crésida, hija del sumo sacerdote de Troya, renuncia a convertirse en sacerdotisa animada por su amante Troilo y su tío Pándaro.